# Цілий світ під Думом
«Цілий світ під Думом» (англ. One World Under Doom) — комікс-подія 2025 року, зосереджена на Докторі Думі, який після здобуття титулу Верховного Чаклуна встановлює новий світовий порядок. Сценаристом виступив Раян Норт, а художником — Рубенс Бернардіно Сільва.

## Історія публікації
Marvel рекламує One World Under Doom як одну з найбільших змін статус-кво у всесвіті з часів Dark Reign (2008). За словами редактора Тома Бревурта, подія охоплює не лише основну серію The Rise of Emperor Doom, а й увесь Всесвіт Marvel, впливаючи на таких персонажів, як Месники, Людина-павук та інших.
Основну історію супроводжують «тай-іни» (англ. tie-in), серед яких Doom Academy (автори Маккензі Кейденгед і Паскаль Феррі), а також випуски Doctor Doom's Supreme Avengers, The Amazing Spider-Man, Doctor Strange of Asgard, Red Hulk, Iron Man, Fantastic Four та Storm.

## Сюжет
Через пів року після здобуття титулу Верховного Чаклуна Землі-616, Доктор Дум оголошує створення глобальної держави Об'єднана Латверія, запроваджуючи програму загального добробуту: заборону війни, безкоштовну медицину та освіту. Месники підозрюють Дума у маніпуляціях і готуються протидіяти. Паралельно Гельмут Земо намагається атакувати Латверію, але гине від руки Дума і замінюється на підконтрольного Думбота.
Дум завойовує популярність серед частини людства. Фантастична четвірка не довіряє йому і планує протистояння. Валерія Річардс таємно зустрічається з Думом, який заявляє, що шукає слави. Дум відкриває кордони світу й демонструє свою могутність, зокрема повертаючи Бену Ґрімму людську форму.
Месники готують план проникнення. Під час операції з'ясовується, що світові лідери підтримують Дума добровільно. Месники змушені відступити, щоб зупинити втечу в'язнів із Рафта. Події спостерігає Дормамму, вважаючи, що Дум не розуміє повної відповідальності за свої дії.

## Випуски

### Пролог
- Fantastic Four (vol. 7) #28

### Головна серія
| Назва                | Випуски | Сценарист | Художник                 | Колорист       | Дата видання    | Дата видання   | Прим  |
| Назва                | Випуски | Сценарист | Художник                 | Колорист       | Початок видання | Кінець видання | Прим  |
| -------------------- | ------- | --------- | ------------------------ | -------------- | --------------- | -------------- | ----- |
| One World Under Doom | #1–9    | Раян Норт | Рубенс Бернардіно Сільва | Девід К'юріель | 12 лютого 2025  | листопад 2025  | [ 6 ] |

### Тай-іни
| Назва / Випуски                      | Сценаристи                      | Художники                          | Дата видання    | Дата видання    | Прим          |
| Назва / Випуски                      | Сценаристи                      | Художники                          | Початок видання | Кінець видання  | Прим          |
| ------------------------------------ | ------------------------------- | ---------------------------------- | --------------- | --------------- | ------------- |
| Doom Academy #1–5                    | Маккензі Кейденгед              | Паскуаль Феррі та Жуан М. П. Лемос | 19 лютого 2025  | 25 червня 2025  | [ 7 ]         |
| Storm Vol. 5 #5                      | Мурева Айоделе                  | Лукас Вернек                       | 19 лютого 2025  | 19 лютого 2025  | [ 8 ]         |
| Thunderbolts: Doomstrike #1–5        | Коллін Келлі та Джексон Лансінґ | Томмазо Б'янкі                     | 19 лютого 2025  | 21 травня 2025  | [ 9 ]         |
| Weapon X-Men Vol. 2                  | Джо Кейсі                       | Кріс Кросс                         | 19 лютого 2025  | 19 лютого 2025  | [ 10 ]        |
| X-Factor Vol. 5 #1                   | Марк Рассел                     | Боб Квінн                          | 19 лютого 2025  | 19 лютого 2025  | [ 8 ]         |
| Fantastic Four Vol. 7 #29–33         | Раян Норт                       | Корі Сміт                          | 26 лютого 2025  | 25 червня 2025  | [ 7 ]         |
| Red Hulk #1–6                        | Бенджамін Персі                 | Джефф Шоу                          | 26 лютого 2025  | дотепер         | [ 11 ]        |
| Doctor Strange of Asgard #1–5        | Дерек Ленді                     | Карлос Маґно                       | 5 березня 2025  | 9 липня 2025    | [ 12 ] [ 13 ] |
| NYX Vol. 2 #9                        | Коллін Келлі та Джексон Лансінґ | Франческо Мортаріно                | 5 березня 2025  | 5 березня 2025  | [ 14 ]        |
| The Amazing Spider-Man Vol. 6 #69–70 | Джо Келлі                       | Ед Макґіннес                       | 12 березня 2025 | 26 березня 2025 |               |
| Iron Man #6–                         | Спенсер Акерман                 | Юліус Ота                          | 12 березня 2025 | ЩНВ             | [ 11 ]        |
| Doom's Division #1–5                 | Юн Ха Лі                        | Мінкю Юнґ                          | 26 березня 2025 | 23 липня 2025   | [ 15 ]        |
| Superior Avengers #1–6               | Стів Фокс                       | Лука Мареска                       | 16 квітня 2025  | ЩНВ             | [ 10 ]        |
| The Avengers #25–28                  | Джед Маккей                     | Валеріо Скіті                      | 23 квітня 2025  | ЩНВ             |               |
| Runaways Vol. 4 #1–5                 | Рейнбоу Ровелл                  | Елена Касаґранде                   | 11 червня 2025  | ЩНВ             | [ 16 ]        |
| G.O.D.S.: One World Under Doom #1–   | Раян Норт                       | Франческо Мортаріно                | 30 липня 2025   | ЩНВ             |               |

## Огляди
Еван Валентайн з ComicBook.com відзначив, що ідея надання Доктору Думу титулу Верховного Чаклуна була натяком, що реалізувався в One World Under Doom. Він похвалив комікс за те, що він змушує читачів задуматися, чи не має Дум рації, та підкреслив важливість битви за громадську думку, в якій Дум спочатку перемагає. Також відзначено гумористичні моменти, зокрема суперечки між Людиною-павуком і Людиною-факелом та сцену з Думом на тиранозаврі.
Річ Джонстон з Bleeding Cool зауважив, що NYX #9, хоча офіційно належить до події X-Manhunt, фактично більше підтримує сюжет One World Under Doom, демонструючи Нью-Йорк під владою Дума.